# Зелёный мост (Санкт-Петербург)
Зелёный мост — автодорожный чугунный арочный мост через реку Мойку по оси Невского проспекта в Центральном районе Санкт-Петербурга, соединяющий Казанский и 2-й Адмиралтейский острова. Объект культурного наследия России федерального значения. Относится к числу петербургских мостов с «цветными» названиями.
Первый деревянный мост был построен в конце 1710-х — начале 1720-х годов. В 1806 году перестроен в однопролётный арочный, первый чугунный транспортный мост в Петербурге. На основе конструкции Зелёного моста в 1807 году был разработан «образцовый» проект чугунного моста, который, по мнению ряда авторов, стал первым в истории мостостроения типовым проектом металлического моста. В 1906—1908 годах мост был расширен с сохранением прежнего вида, в 2019—2020 годах проведена реконструкция моста.

## Расположение
Расположен по оси Невского проспекта. Рядом с мостом находятся Строгановский дворец (архитектор Ф. Б. Растрелли, 1753—1754), дом Чичерина (1768—1771), дом голландской реформатской церкви (архитектор П. П. Жако, 1834—1839), здание Российского государственного педагогического университета им. А. И. Герцена (архитекторы А. Ф. Кокоринов, Ж. Б. Валлен-Деламот, 1762—1766, 1797—1798). В угловом доме купца Котомина (набережная Мойки, 57 / Невский проспект, 18) в 1800—1840-х годах помещалась кондитерская С. Вольфа и Т. Беранже, в которую перед дуэлью 27 января (8 февраля) 1837 года заезжал А. С. Пушкин.
Ближайшие станции метрополитена — «Гостиный двор», «Адмиралтейская». Выше по течению находится Певческий мост, ниже — Красный мост.

## Название
Существовавший на этом месте деревянный подъемный мост в 1720-х годах назывался Петровским. В 1730-х годах мост переименовали в Зелёный, по цвету его окраски. Это название было официально закреплено указом Комиссии о Санкт-Петербургском строении от 20 апреля 1738 года. Помимо Зелёного моста «цветные» названия получили также несколько мостов через Мойку: Жёлтый (ныне Храповицкий мост), Красный и Синий. Все из них, кроме Жёлтого моста, сохранили не только свои названия, но и окраску перил и фасадов.
В 1777 (по другим данным — 1768) году появилось другое название — Полицейский. По одной из версий, название происходит от находившегося рядом управления городской полиции (позже этот дом занимал Придворный госпиталь), по другой — от дома петербургского генерал-полицмейстера Н. И. Чичерина, располагавшегося недалеко от моста. С 1785 по 1801 год употреблялось и смешанное название: Полицейский подъемный Зелёный мост. После 1820 года употреблялось только название Полицейский. После Октябрьской революции, в октябре 1918 года, мост был переименован в Народный для противопоставления предыдущему названию. 13 января 1998 года мосту возвращено название Зелёный.

## История
В 1720 году (по другим данным — в 1718 или 1716 годах) на этом месте был построен деревянный подъёмный мост. До 1726 года по мосту проходила городская граница, здесь собирались проездные подати. Для этого рядом с мостом стоял Мытный двор, рядом с которым находился Гостиный двор.
В процессе эксплуатации в течение XVIII века мост неоднократно ремонтировался и перестраивался. В 1752 году генерал-полицмейстер Татищев объявил высочайшее повеление «о сделании в Петербурге мостов: Красного, Зелёного и Синего по-прежнему — подъёмными, об окраске их всех зелёным цветом и о вызолочении фигур, поставленных на этих мостах». В 1777 году при строительстве гранитных набережных Мойки подъёмный мост был заменён трёхпролётным на каменных опорах с деревянными пролётными строениями балочной системы (по типу мостов через Крюков канал).

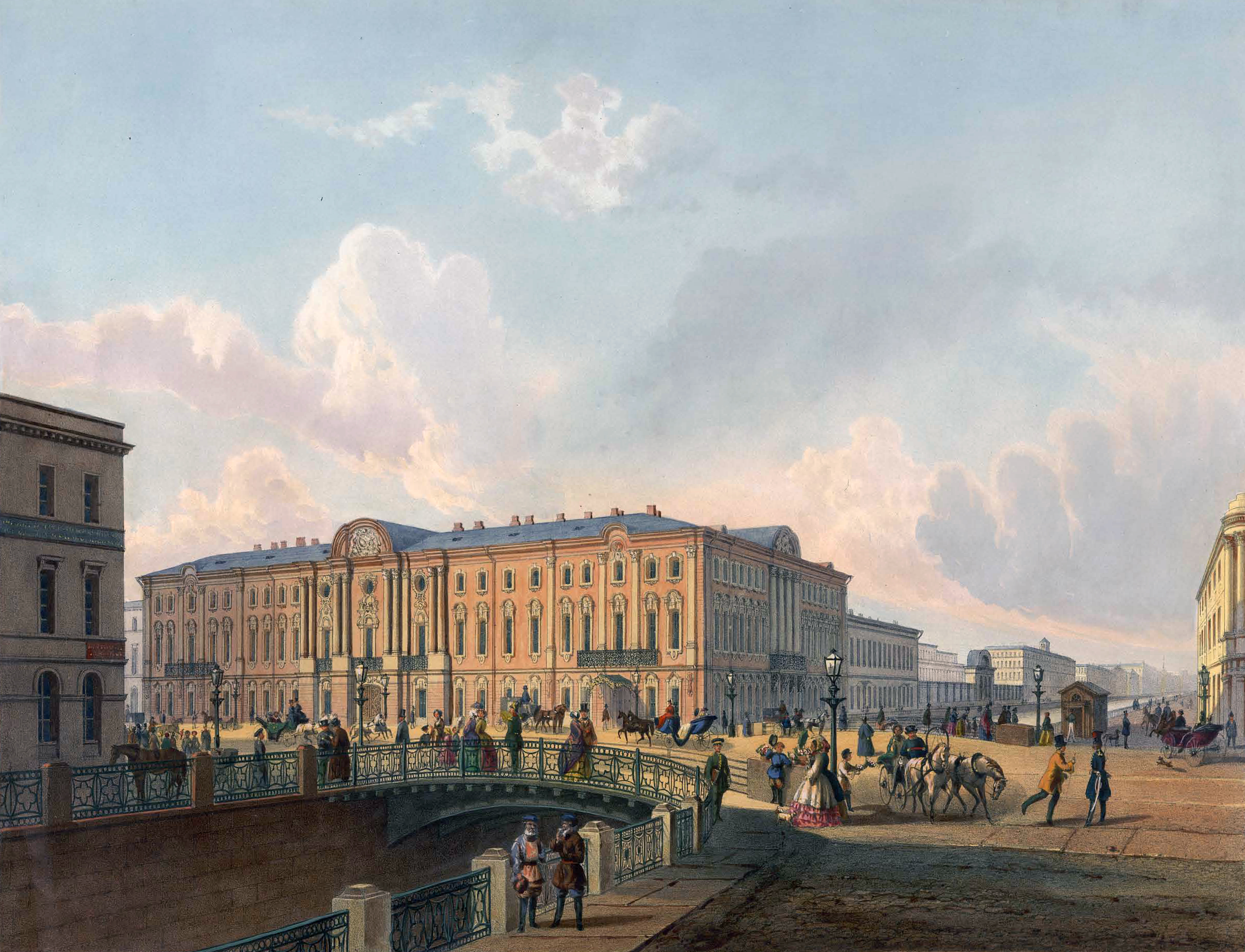
Полицейский мост в 1850-х годах

В 1805 году инженер Вильям Гесте предложил проект однопролётного чугунного моста с совершенно новой, неизвестной до этого в практике мостостроения конструктивной схемой. Пролётное строение представляло собой бесшарнирный свод, собранный из пустотелых чугунных блоков (тюбингов), скреплённых болтами. В качестве идеи использовалось предложение конструкции моста Р. Фултона, опубликованное в Лондоне в 1796 году. Консультантом проекта выступил Ф. П. де Воллан (Деволант). Проект и испытанная модель моста (в одну треть натуральной величины) были одобрены Александром I, и в 1806 году за чрезвычайно короткий срок — 7 месяцев — мост был построен. Металлические конструкции были изготовлены на Петербургском и Кронштадтском чугунолитейных заводах. Это был первый транспортный чугунный мост в Петербурге (наряду с мостом через Сальнобуянский канал, построенным также в 1806 году).

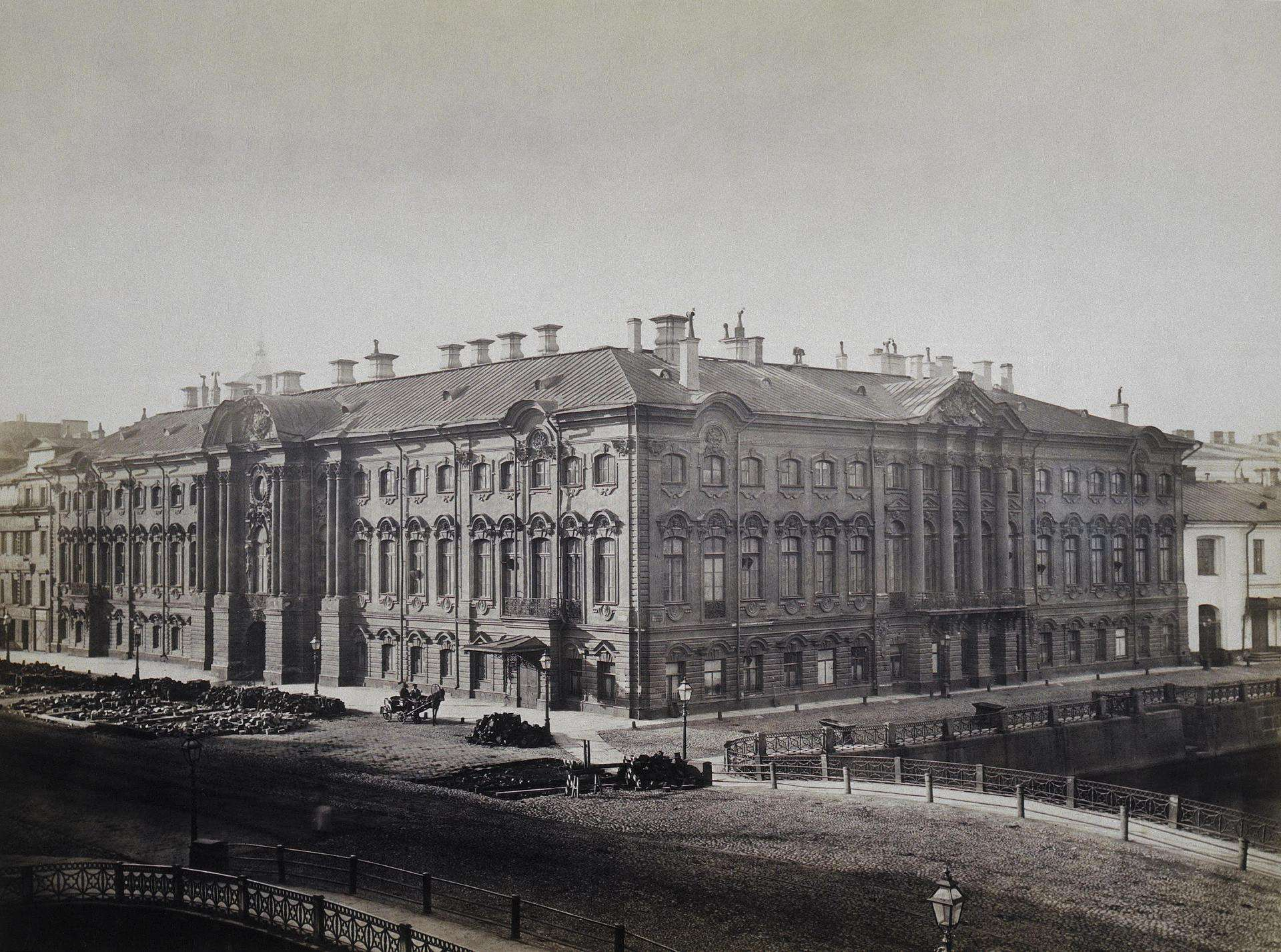
Полицейский мост и Строгановский дворец. 1868 год

Пролётное строение было собрано из 126 чугунных тюбингов эллиптической формы, расположенных строго рядами по 9 штук вдоль пролёта. Таких рядов по ширине моста было 14. Арки моста были заделаны на длину целой коробки в тело каждого устоя и упирались концевыми торцами в наклонный гранитный ряд. Прочность чугуна позволила сделать арку моста гораздо тоньше и изящнее, чем у тяжеловесных гранитных мостов. Опоры сделаны бутовой кладки на свайных ростверках.
Тротуары были выложены гранитными плитами в одном уровне с проезжей частью и отделялись от неё металлическими прутьями между гранитными парапетными камнями. Перильное ограждение было литое чугунное, повторяющее рисунок перил набережной. У въездов на мост были поставлены гранитные обелиски, увенчанные золочёными шарами.
Проект моста был настолько удачен, что был в 1807 году на его основе был разработан «образцовый» проект чугунного моста, который, по мнению ряда авторов, стал первым в истории мостостроения типовым проектом металлического моста. В период с 1808 по 1818 года в Петербурге было построено ещё 5 мостов аналогичной конструкции (Красный, Поцелуев, Александровский, Синий, Ново-Московский). До 1840 года было построено более десятка подобных мостов.
В 1842 году по проекту инженера А. Д. Готмана Полицейский мост расширили за счёт выноса тротуаров на металлические консоли, гранитные обелиски на въездах были заменены чугунными фонарными столбами. В газете Северная пчела 5 (17) сентября 1842 года сообщалось: «… забором обнесли проход для пешеходов на левой стороне Полицейского моста, и все о том заговорили. … Здесь устраивают вдоль всего моста род балкона, отчего расширится мост, или, по крайней мере, панель для пешеходов…».
В 1844 году на мосту была уложена первая в России мостовая из асфальтовых кубиков. Газета Северная пчела писала: «Асфальт, вылитый в кубическую форму, выдерживает самую жестокую пробу, потому что едва ли где бывает более езды, как по Полицейскому мосту.»
8 (20) сентября 1859 года по случаю приезда принцессы Дагмары, невесты будущего императора Александра III, на Полицейском мосту собралась большая толпа. Перила моста не выдержали и масса народа упала в Мойку. По официальным сообщениям обошлось без жертв. В 1860 году по мосту проложили линию конки, идущей от Знаменской площади до Адмиралтейства.
В 1870 году городская дума рассматривала предложение купца Германа Молво перестроить и расширить за свой счёт мост с устройством по обе стороны моста тёплых павильонов для торговых помещений и тёплых туалетов. Предложение было отклонено.
4 (17) июня 1903 года на мосту студент Пинхас Дашевский ранил ножом в шею журналиста-черносотенца П. А. Крушевана в качестве мести за жертв Кишинёвского погрома. 9 (22) января 1905 года, в «кровавое воскресенье», у Полицейского моста 3-й батальон лейб-гвардии Семёновского полка под командованием полковника Н. К. Римана принял участие в расстреле толпы на набережной реки Мойки.

### Реконструкция моста 1906—1908 годов
В 1906-1908 годах, в связи с прокладкой трамвайных путей на Невском проспекте, мост расширили по проекту инженера А. П. Пшеницкого и архитектора Л. А. Ильина. Устои моста были расширены с устройством нового свайного основания. Пролётное строение было расширено в обе стороны добавлением по пять рядов типовых тюбингов. При этом статическая схема моста была изменена с бесшарнирного свода на двухшарнирную арку. Фасады украсили накладными орнаментами. Вместо чугунных фонарных столбов были установлены позолоченные железные канделябры, на которых подвешены шестигранные фонари. Петербургский краевед и историк П. Н. Столпянский в журнале «Зодчий» писал о новых фонарях: «…о тех украшениях, которыми современное петроградское городское управление „украшает“ столицу, приходится говорить не на страницах архитектурного журнала, а на столбцах юмористических листков».
Металлические части украшений были изготовлены на петербургской фабрике Ф. К. Сан-Галли, каменные — выборгской фирмой Вайнио. Установка перил и украшений моста была закончена к концу октября 1908 года. Торшеры освещения были установлены в 1914 году. Старый гранит был использован для парапетов ограждения Лиговских бетонных труб, по которым воды Лиговского канала проходили под площадью Московских Ворот. Старые перила также предполагалось установить на этих трубах, но из-за ветхого состояния перил и необходимости их ремонта от этого отказались.
На время производства работ по обеим сторонам моста были построены 2 временных пешеходных моста. Подрядчиками были Н. М. Арцыбышев и В. С. Королев. Производителем работ был инженер А. В. Бирюков.

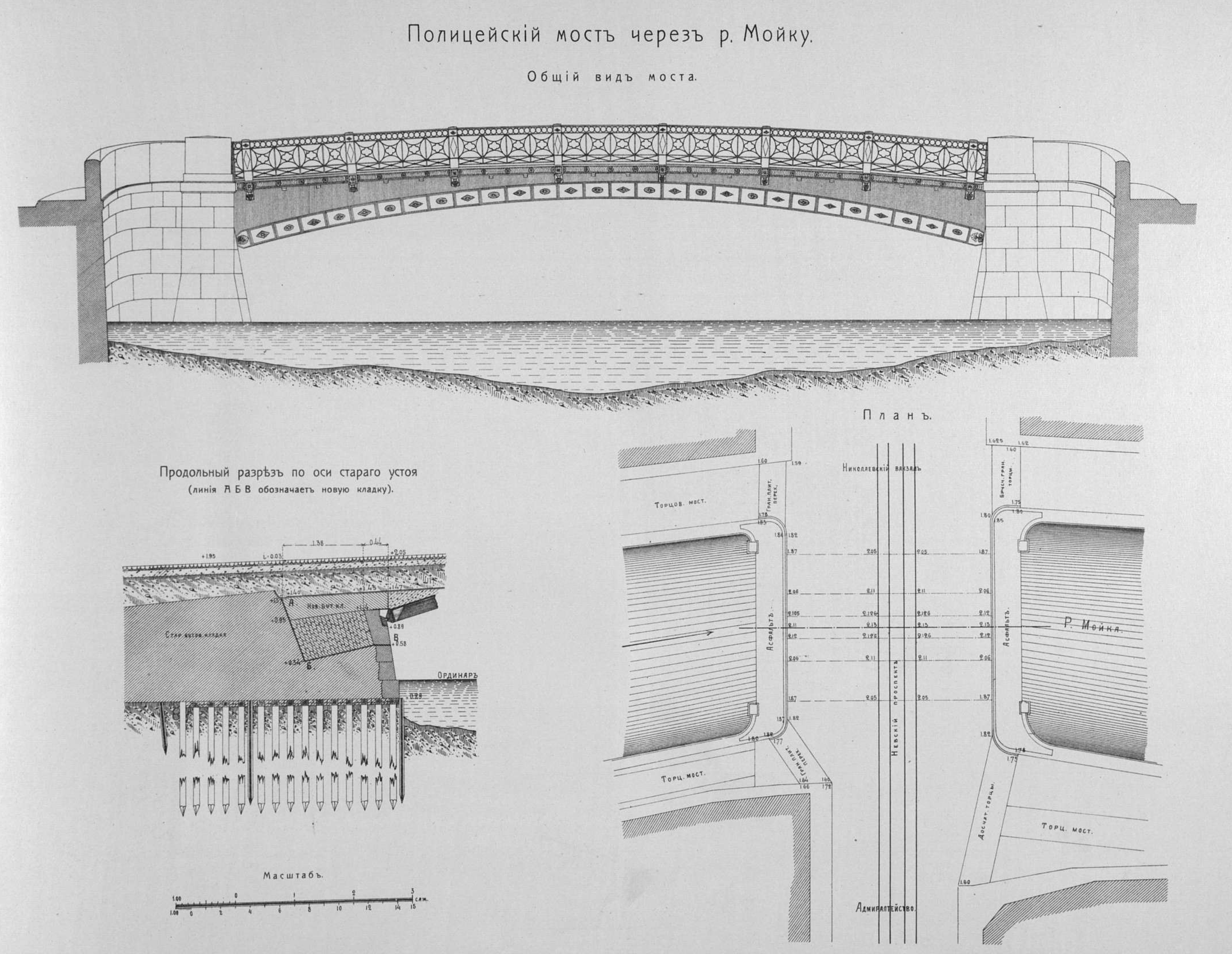
Проект перестройки моста. 1906 год
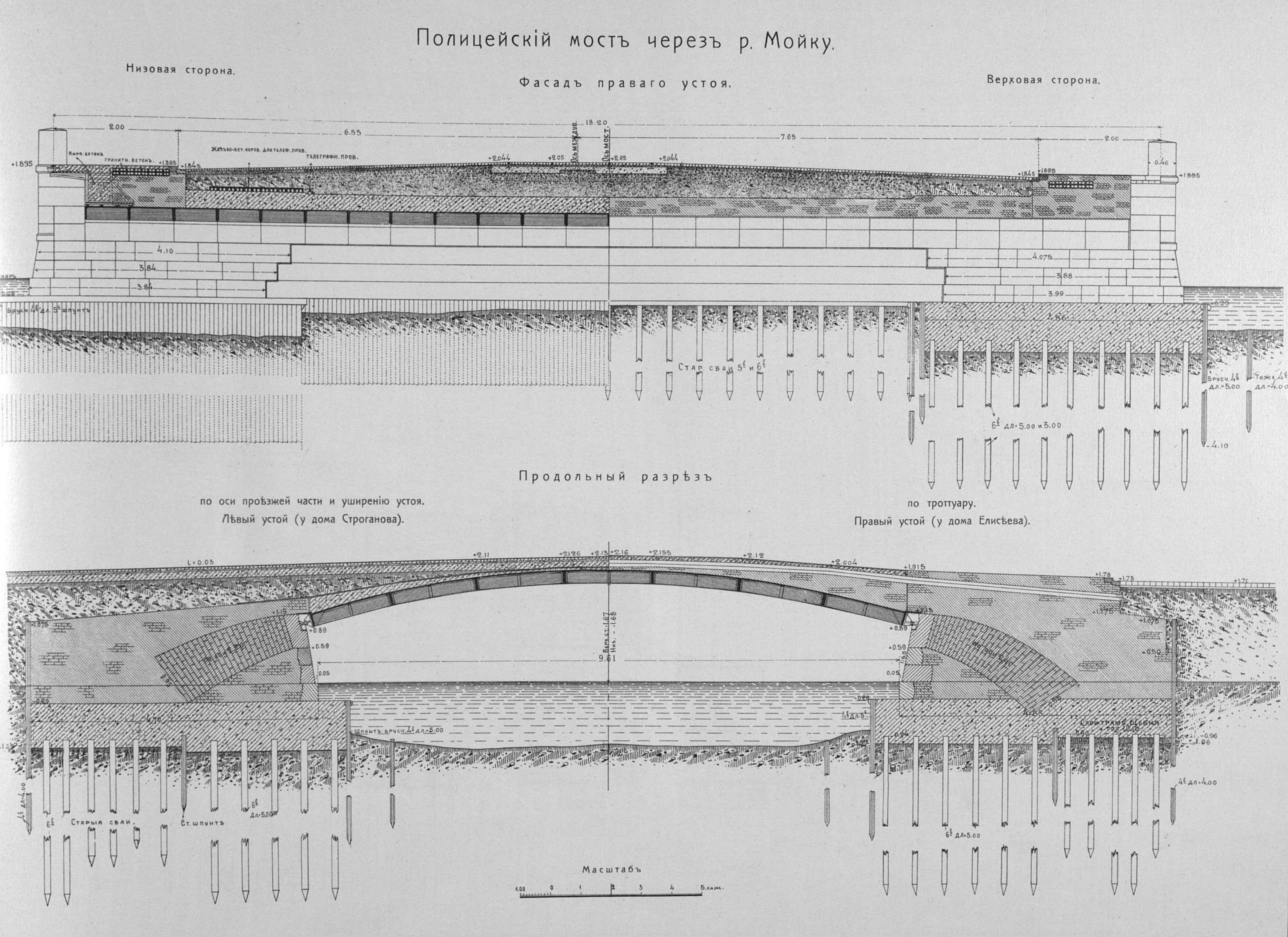
Проект перестройки моста. 1906 год
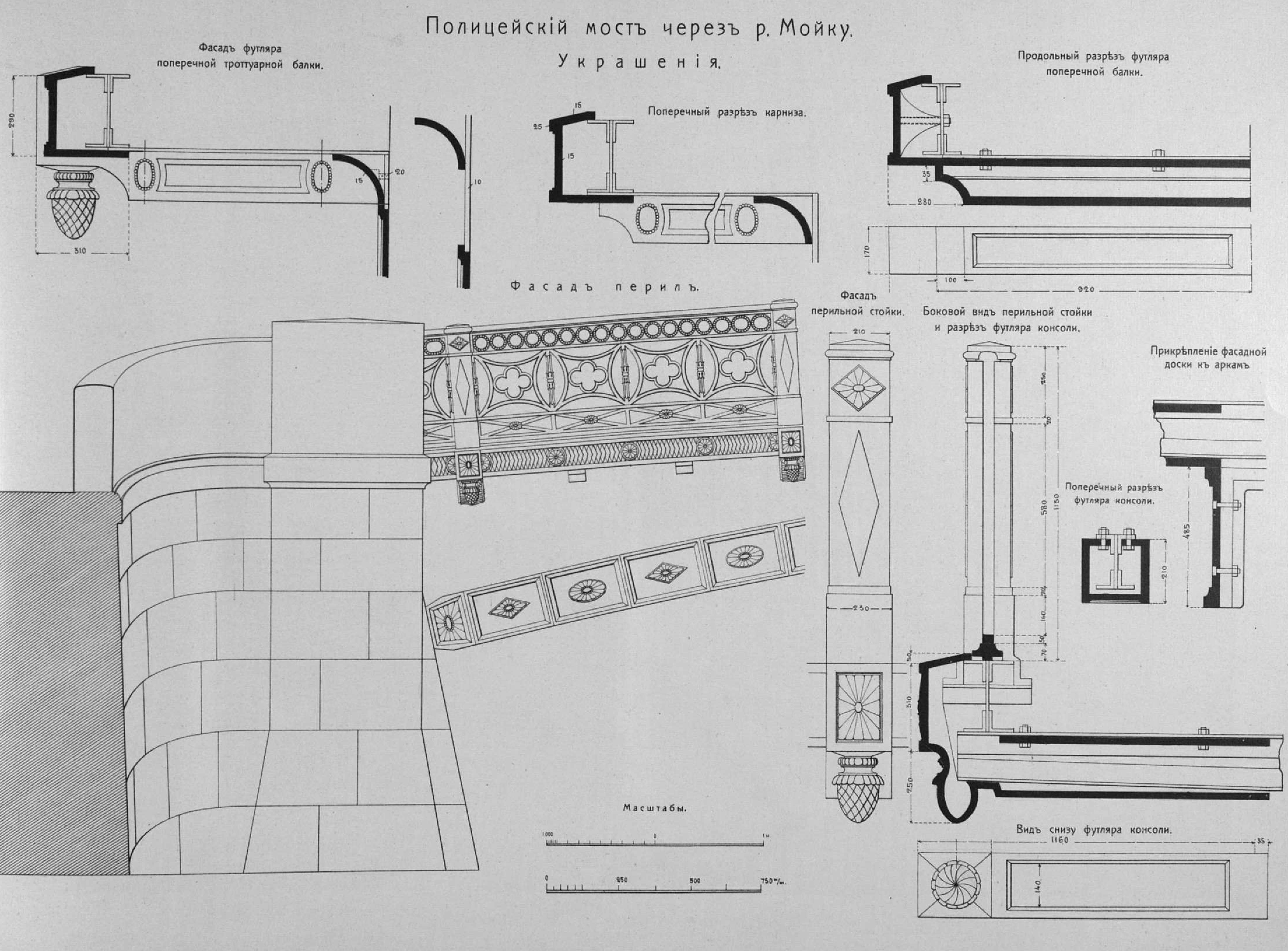
Проект перестройки моста. 1906 год

В 1938 году свод моста под трамвайными путями для предохранения от электрохимической коррозии был изолирован рубероидом, а вся проезжая часть и тротуары покрыты асфальтом. Летом 1951 года на Невском проспекте, в том числе и на Народном мосту, были сняты трамвайные пути. В том же году по проекту архитектора А. Л. Ротача восстановлены утраченные шестигранные фонари, в 1967 году восстановлена позолота декоративных деталей моста.

### Реконструкция моста 2019—2020 годов
По результатам обследования, выполненного в 2011 году, было установлено, что чугунный свод не может воспринимать заданную проектную нагрузку. Обнаружены новые трещины в тюбингах, разрыв болтов, объединяющих тюбинги, увеличение объёмов протечек по своду и коррозионное повреждение тюбингов свода, а также шарнирных опорных частей. Мост не соответствовал современным требованиям по безопасности, долговечности и грузоподъемности.
Проект реконструкции моста был разработан ООО «ИНЖТЕХНОЛОГИЯ» (инженер С. В. Сидоров). Проект устройства ограждения проезжей части, реставрации перильного ограждения, металлодекора, ремонта облицовки опор разработан ЗАО РПНЦ «Специалист» (архитектор И. Р. Серебряницкая):8. Конкурс на определение генподрядчика состоялся в 2019 году только с 4 попытки, победителем было признано ПО «Возрождение», единственный участник конкурса. Стоимость контракта составила 497,6 млн рублей. Авторский надзор и научное руководство за выполнением работ выполняло ООО «Северо-западная реставрационная компания».
Работы по капитальному ремонту начались в июле 2019 года и велись в три технологических этапа, с сохранением движения по мосту. 17 мая 2020 года была открыта верховая сторона моста. Официальное открытие моста после ремонта состоялось 15 июля 2020 года. Осенью 2020 года выполнены работы по укреплению русла Мойки.
В ходе работ выполнено выравнивание чугунного свода, ремонт чугунных тюбингов с последующей окраской, усиление основания опор путем устройства буроинъекционных свай (208 свай Geoizol MP 72/49 длиной 29 м), укрепление бутовой кладки устоев, устройство железобетонного разгружающего свода поверх тюбингов, устройство гидроизоляции и покрытия на проезжей части и тротуарах, укрепление русла под мостом, отреставрировано перильное ограждение и детали художественного декора, воссоздано силовое ограждение:5—9.

## Конструкция

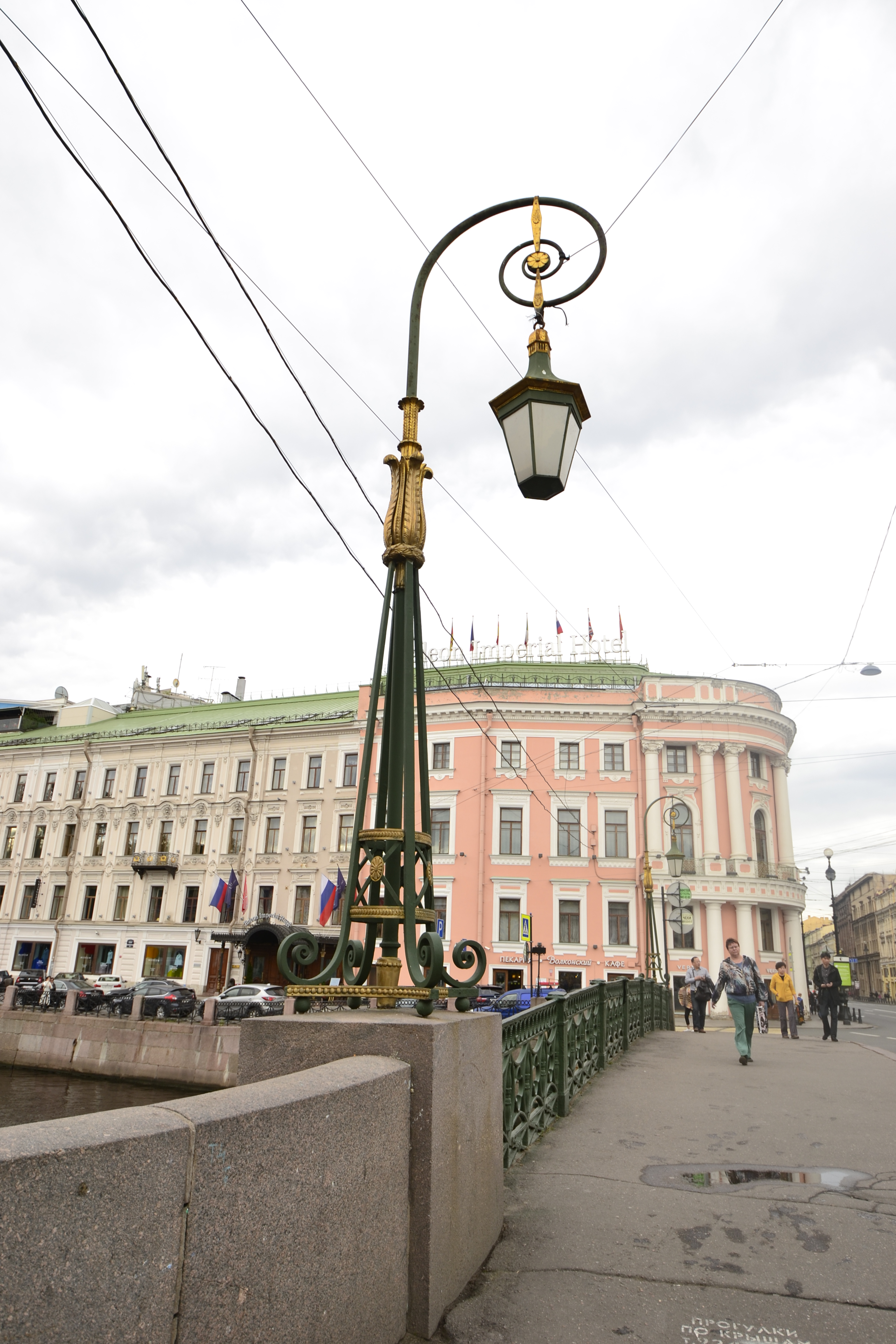
Торшер-фонарь, 2016 год

Мост однопролётный чугунный арочный. Пролётное строение состоит из чугунного свода и разгружающего железобетонного свода. Чугунное пролётное строение представляет собой свод из 24-х рядов двухшарнирных арок, каждая из которых в свою очередь состоит из 7 чугунных тюбингов, соединённых болтами как между собой, так и между тюбингами соседних арок. Концевые коробки арок несколько различаются от средних, имея на своих концах, обращённых к устоям, приспособления для соединения с верхними балансирами шарнирных пятовых опор, передающих давление свода гранитным подферменникам устоев. По статической схеме представляет собой двухшарнирную арку. Поверх чугунного свода устроен монолитный железобетонный свод. Новая конструкция пролётного строения полностью выключает чугунную конструкцию из работы на постоянные нагрузки кроме собственного веса тюбингов:5, 7.
Опоры на свайном основании с бетонным ростверком (в уширенной части моста) и телом из бутовой кладки, укреплённым цементацией. Сопряжение моста с подходами осуществляется переходными плитами длиной 4,0 м из монолитного железобетона с опиранием на щебеночные подушки. Устои выдвинуты из линии набережной в русло реки. Наружная поверхность устоев облицована гранитом. Фасады моста декорированы профилированным металлическим листом. Общая длина моста составляет 29,3 (39,8) м, ширина моста — 38,7 м (расстояние между ограждениями проезда — 30,2 м (17,1 м + 13,1 м), тротуары — 2х(4,22…4,235) м):7.
Мост предназначен для движения автотранспорта и пешеходов. Проезжая часть моста включает в себя 8 полос для движения автотранспорта. Покрытие проезжей части — асфальтобетон, тротуаров — литой асфальт. Тротуары отделены от проезжей части гранитным бортовым камнем, на котором установлены чугунные столбики, соединённые между собой стальными брусками-пожилинами и гранитным парапетом (на открылках). Перильное ограждение чугунное, однотипное с решёткой набережной Мойки, завершается на устоях гранитным парапетом:3—4. При въездах на мост на гранитных тумбах установлены металлические декоративные торшеры с шестигранными светильниками. Торшеры выполнены в виде канделябров, скомпонованных из 4 металлических полос, скреплённых в нижней части двумя обручами, а в верхней — удлинёнными декоративными листьями.